# W. Wistar Comfort
William Wistar Comfort (* 19. April 1933 in Bryn Mawr, Pennsylvania; † 28. November 2016 in Middletown, Connecticut) war ein US-amerikanischer Mathematiker.
Er wurde zur Unterscheidung von seinem Großvater William Wistar Comfort (1874–1955), Romanist und von 1917 bis 1940 Präsident des Haverford College, nach dem er benannt ist, meist W. Wistar Comfort zitiert und Wis Comfort genannt. Sein Vater Howard Comfort war der Leiter der Altphilologie (Classics) am Haverford College.
Comfort studierte am Haverford College mit dem Bachelor-Abschluss 1954 sowie an der University of Washington mit dem Master-Abschluss 1957 und der Promotion bei Edwin Hewitt 1958 (Silov Boundaries Induced by Certain Banach Algebras). Von 1958 bis 1961 war er Benjamin Peirce Instructor an der Harvard University. Ab 1961 war er Assistant Professor an der University of Rochester, ab 1965 Associate Professor an der University of Massachusetts at Amherst und ab 1967 Professor an der Wesleyan University, ab 1982 als Edward Burr Van Vleck Professor. Er war mehrfach Vorstand der Mathematikfakultät (1970 bis 1971, 1980 bis 1982 und 1996 bis 1997). Er ging 2007 in den Ruhestand, arbeitete aber bis kurz vor seinem Tod noch an Publikationen.
Comfort befasste sich mit allgemeiner Topologie, topologischen Gruppen, Stone-Čech-Kompaktifizierung, topologischer Analysis und Theorie der Ultrafilter. Von 1983 bis 1986 war er Associate Editor des American Mathematical Monthly. Er war Fellow der American Mathematical Society. Zu seinen Doktoranden gehörte Stylianos Negrepontis.
Er war Quäker. Als Hobby spielte er Posaune in Dixieland-Jazzbands. 1957 heiratete er Mary Constance Lyon, mit der er zwei Kinder hatte.

## Schriften (Auswahl)
- mit Stylianos Negrepontis: The Theory of Ultrafilters,  Grundlehren der mathematischen Wissenschaften 211, Springer 1974
- mit Negrepontis: Continuous Pseudometrics, Marcel Dekker 1975
- mit Negrepontis: Chain Conditions in Topology, Cambridge University Press, 1982